# Магерски мост
Магерският мост (на гръцки: Γεφύρι Μαέρης, Παλιομάγερου, Δασυλλίου) е каменен мост в Егейска Македония, Гърция. Мостът е разположен на пътя между селата Дасилио (Магери) и Калони (Лунци) и оттам за Гревена. Пресича Магерската река (Магериотикос), приток на Праморица. Изграден е в 1910 година от Николаос Бабалис и Павлос Мурдзиос. Цената му е 75 златни турски лири, осигурени от Николаос Косма Дзамос, митрополит Йеротей Сисанийски и местни жители.
В 1995 година мостът е обявен за защитен паметник.